# Carević Dimitrije Ivanovič
princ Dimitrije Ivanovič (19. listopada 1582. – 15. svibnja 1591.) je bio prijestolonasljednik Rusije od 1584. godine.

## Život
Dimitrije je bio najmlađi sin ruskog cara Ivana Groznog. U trenutku očeve smrti 18. ožujka 1584. godine novi car postaje njegov psihički ograničeni polubrat Fjodor. Regenti koji tada preuzimaju vlast u državi odlučuju odmah malenog princa prijestolonasljednika zajedno s majkom poslati van iz Moskve u grad Uglič. Tamo će on i preminuti 15. svibnja 1591. godine pod sumnjivim okolnostima. Na vijest o smrti lokalno stanovništvo se pobunilo protiv predstavnike vlade iz Moskve i na mjestu ih linčevalo.

## Istraga i pretpostavke
Na vijest o smrti regent Boris Godunov odlučuje odmah da pošalje istražitelja na mjesto nesreće kako bi utišao glasine da je Dimitrije ubijen po njegovom naređenju. Osoba koja dobiva tu odgovornu dužnost je budući car Vasilije Šujski. U zaključak njegove istrage kako je Dimitrije sam sebi zadao smrtonosni, nesretni udarac nožem u grlo igrajući jednu verziju pikada s noževima malo tko je u ruskom društvu prihvatio. Pored ostalog to rješenje nikoga nije zadovoljilo pošto je na njenom kraju majka pokojnog princa nasilno zatvorena u samostan kako svojim izjavama ne bi optuživala tadašnjeg regenta.

## Lažni Dimitrije
Ta kriminalna priča je uz svekoliko napor budućeg cara Borisa Godunova uspjela na neko vrijeme biti skrivena pod tepih, dok je narod još uvijek državala nada kako se sin Ivana Groznog spasio. Koristeći se tim vjerovanjem početkom XVII. stoljeća se pojavio prvi Lažni Dimitrije koji se predstavljao kao maleni princ koji se uspio spasiti od ubojstva. Tu priču je ubrzo financijski i vojno podržala Poljska tako da je on na kraju čak i postao nakratko ruski car 1605. godine. Njegovim nedugo potom ubojstvom Poljska se odlučila na stvaranje novog Lažnog Dimitrija II. koji će na kraju od nje biti odbačen kada se Vladislav IV. okruni za cara Rusije 1610. godine. Vidjevši te godine da je njen neprijatelj osvojio Moskvu sada se Švedska odlučili stvoriti svog Lažnog Dimitrija (Lažni Dimitrije III) koji u rusku narodnu povijest ulazi s nadimkom pljačkaš Pskova. On će biti zarobljen 1612. godine čime 21 godinu nakon smrti princa Dimitrija napokon završava njegova priča.
Ruska pravoslavna crkva proglašava ga svetim (1606.) još u doba Lažnih Dimitrija.